# ラッカの戦い (シリア内戦)
ラッカの戦い（ラッカのたたかい）は、シリア内戦下の2011年以降、シリアの都市ラッカで行われた主な戦闘について記述する。

## 概要
ラッカはシリア北東部にあるラッカ県の県庁所在地である。アレッポの東方約180km、ユーフラテス川左岸に位置する。ヘレニズム時代からローマ帝国時代にかけて商業都市として栄えたが、アッバース朝時代には，ビザンツ帝国への前線基地本部として機能した。現在は旧都市の外縁部が小さな商業中心地として機能し、四方への連絡道路の分岐点である。
ラッカはさまざまな勢力が入り乱れ、「内戦の縮図」ともいわれた。2013年にはヌスラ戦線と自由シリア軍に占領され、シリア政府が最初に喪失した県庁所在地となった。その後、ISILに占領され、2014年6月にカリフ制の樹立が宣言されると、しばしば「首都」と目されるようになった。
ラッカの重要性についてはさまざまな見解がある。ラッカの反体制活動家は、政府軍がアレッポ・ホムスなどと比べてラッカを重視しておらず、反体制派にとっても軍事的重要性が薄く、革命を勢いづかせる象徴程度にしか考えていない者もいた。ISILが占領してからは国立病院とスタジアムに本部が置かれ、「首都」とみなされてきた。そのためシリア民主軍がラッカを占領すると「ＩＳＩＳ掃討作戦が事実上終わった」「ＩＳＩＳはもはや実体のない概念となり果てた」という報道もあった。ただし、ISIL自身が公式にラッカを首都と称したことはなく、モースルのほうが重要性が高く、マヤーディーン、アブ・カマル、カーイムなどの都市もラッカと同等の機能を果たしていたと見る向きもある。

## 経緯

### 背景
2011年3月のアラブの春波及を受けシリア内戦が発生すると、ラッカは散発的な反体制デモと治安当局の弾圧の場となった。

### 反体制派による占領

ラッカにおける戦闘の進路、及び2013年10月現在の勢力図

2013年3月、ヌスラ戦線など複数の反体制派武装勢力と政府軍とのあいだでラッカ市を巡り戦闘が行われた。
2013年3月2日、ラッカ市郊外のマシュラブ、フルースィーヤ検問所周辺で、シリア政府軍・共和国防衛隊・新政府系民兵と反体制派の間で激しい戦闘が行われた。この戦闘により、武装集団の一部がマシュラブ市を経由して北方からラッカ市内に侵入した。
3日夜から、イトファーイーヤ広場、ダウワール・ディッラ、出入国管理局施設周辺などで、政府軍と反体制派が交戦した。4日にはラッカがほぼ陥落したと報道され、インターネット上に反体制派によって市内の前大統領ハーフィズ・アル＝アサド像が倒される映像がアップされた。シリア人権監視団によると反体制派は同市周辺に位置するスィバーヒーヤ検問所、マカッス検問所などすべての検問所、さらには保険局を制圧したという。バースィル通りや政治治安局支部近くでは引き続き政府軍と反体制派が交戦中で政府軍が掌握しているのは軍事情報局支部、バアス党支部などに留まる。さらにラッカ市北部のラッカ中央刑務所などに対して、政府軍が空爆を開始した。
5日、県知事公邸周辺で戦闘が行われ、反体制派によってラッカ県知事ハサン・ジャリーリー、バアス党ラッカ支部指導部書記長スライマーン・スライマーンらが捕らえられた。
6日には、総合情報部、県知事公邸を含むほとんどの政府関連施設が反体制武装集団に制圧され、軍事情報局周辺で激しい戦闘が行われ、体制派の捕虜が300人以上に上った。
ラッカが簡単に陥落したのは、シリア政府が（アレッポ・ホムスなどと比べて）ラッカを重視していなかったと見る向きもあった。また、ラッカは軍事的重要性が薄いものの、革命を勢いづかせる象徴になると考えられていた。シリア政府が最初に喪失（放棄）した県庁所在地となった。

### ISILの攻撃
ラッカが反体制派の支配下にあった2013年12月7日、ヌスラ戦線の管理する検問所でISILのサウジアラビア人戦闘員が殺害された。これによりISILとヌスラ戦線の対立が高まり、7日深夜から8日未明にかけて市内の検問所で戦闘が行われた。
12月の間にISILは、福祉施設や「ラッカ国境なき記者団」の拠点を襲撃したり、ラッカ市内の国立病院に配備予定だった救急車両5台を強奪したり 、反体制活動家の機関紙『タラア・ナー・ア・フッリーヤ』1000部以上などを焼却するなど、他の反体制派と対立を深めた。
ラッカ市では、ヌスラ戦線とシャーム自由人イスラム運動がラッカ県知事公邸を、ISILが県庁舎・市庁舎を本部として対峙していた。2014年1月5日、市内の複数地区でヌスラ戦線が反ISILデモを展開し、イスラム戦線（シャーム自由人イスラム運動など）とともにISIL本部があるラッカの県庁舎・市庁舎を包囲して無血開城を求めた。さらにISIL拠点のひとつを開放し、自由シリア軍兵士50人を解放した。6日、ラッカ県各地でISILの撤退が相次ぎ、ラッカ県一帯の部族に強い影響力を持つフザイファ大隊がISILからヌスラ戦線に寝返った。
7日時点でISILはラッカ市の県・市庁舎一帯の300～400メートルの一帯でイスラム戦線などに包囲されていた。8日には戦闘がフィルドゥース地区一帯に拡大し、国家治安局地区がISILに占領された。逆にISILが拠点としていた政治治安局はヌスラ戦線に制圧された。10日、ISILはマシュラブ地区やウワイス・カルニー廟モスク（ヌスラ戦線本部）を襲撃、一時制圧した。その後、マシュラブ地区西側の検問所に再集結したという。フィルドゥース地区でもISILとヌスラ戦線との戦闘が拡大した。ISILはラッカ県への兵站路を確保し続けることで優位に立つようになった。
11日、ISILは市内の鉄道駅と併設されていた検問所を制圧した。また、戦闘で死亡したISIL戦闘員の遺体数十体がラッカ国立病院に搬送され、安置されたが、イスラム戦線やヌスラ戦線の戦闘員がザジュラ村に遺棄された。
13日までにISILは市の大部分を占領し、イドハール交差点、電力会社、現代医学病院などで戦闘が行われたが、ヌスラ戦線など最後まで戦っていた反体制派が撤退したことによって14日にラッカを完全制圧した。

### ISILの支配下
ラッカを支配したISILは、市民に対する抑圧を行った。市内のキリスト教徒を保護すると称して、ジズヤ（人頭税）復活など12項目の規則を制定した（ただし、大部分のキリスト教徒はすでに街を出ていると推測された）。
2014年6月にISILがカリフ制の樹立を宣言すると、ラッカは「首都」と目されるようになった
ラッカでは、市民の服装が黒に統一された。女性は全身を黒いブルカで覆い、親族の付き添いがなければ家から出られないとされた。さらに男女別の戦闘員が路上でシャリーアを施行していた。また、ラッカにはISILの行政機構が集積し、教育・保健・水道・電気・宗教・防衛などの省庁がおかれた。嗜好品や娯楽はISIL戦闘員に独占され、一般人はコーヒーショップから締め出された。タバコの売買・使用も禁じられた。ムアッジンが祈りの時刻を告げると、モスクで祈らなければ身柄を拘束された。戦闘員だけは高い報酬を得ることができるため、貧しい生活を強いられる市民たちはISILに参加しなければならない状況に追い込まれた。ラッカには若者向けの軍事訓練キャンプも設置された。
ラッカの環状交差点の内側はかつて「天国の広場」と呼ばれていた。しかしISILがここで残虐な公開処刑を行うようになると「地獄の広場」と呼ばれるようになった。住民を恐怖に陥れるため、「地獄の広場」では斬首刑、手足の切断、磔刑が行われ、槍に突き刺された人間の頭部や磔られた遺体が何日間も晒された。処刑対象となったのは、シリア政府への協力者、窃盗犯、魔術を行った者、同性愛者などで、処刑は日常的に行われた。ただし、ISILのルールに従えば、比較的平穏な生活を送り、行政サービスも受けることができたという。頭にかぶるベールで目を覆っていない女性には金1グラムの、あごひげを剃った男性には100ドル相当の罰金が科せられた。
ラッカでは外国人戦闘員に特権を与えられていた。そのため地元のラッカ市民との間に緊張関係が生じることもあった。
ISILは、民政のあらゆる側面を管理し、イスラム法廷を設置した。教育を重視し、学校を1年間閉鎖して、カリキュラムを作り直した。その結果、数学・英語を除いて従来の科目はほぼなくなり、イスラム法学・ジハード・コーランに関するコースが新しく加えられた。このような実態に対してISILは良いイメージを作るために車が走る道路や、客でいっぱいの店を撮影した動画を世界に向けて発信していた。一方、ラッカの反ISIL住民によってISILの残虐行為を記録する地下組織「ラッカは静かに虐殺されている Raqqa is Being Slaughtered Silently」が結成された。
日本人で2014年3月に中田考とともにISILの支配地を訪れた日本人写真家の横田徹は、インタビューで2013年3月当時のラッカの様子について答えている。2人は張り巡らされた有刺鉄線を超え、威嚇射撃の弾が当たらないようにジグザグに走りながらトルコ国境からシリアに入国したという。そしてISILのマークのついた紙（入国証明書の代わり）に署名をして、あちこちを回って何度も証明書を見せながら、ラッカに潜入した。当時はアメリカや日本への敵意はあまりなかった。所々で学校や体育館にバグダーディーが訪れたという噂を聞いた。行政機構が整いつつあり、スリや強盗などの犯罪はほとんどなかった。ラッカでは武器はあまり見かけず、兵士たちは市民から押収した民家に泊まっていた。兵士にはシリア人が少なく、アルジェリア・モロッコ・湾岸地域の20代前半が中心だった。オーストラリア人や日本語を話せる白人のロシア人もいた。このうち、オーストラリア人は、自国でテロリストだと疑われ、モスクでも監視され、自由がないため妻子を連れてラッカに来たという。彼の幼い息子は、斬首された男性の首を持つ写真が公開されており、オーストラリアの首相トニー・アボットはこの行為を非難している。
フランス2（フランス・テレビジョン）は、ラッカ潜入の様子を公開した。全身ブルカで覆う義務があることを逆手に取り、あるシリア人女性がブルカの下に隠しカメラを仕込んで、撮影したものであるという。それによると至る所にAK-47で武装した兵士が立ち、わずかなブルカの乱れでも注意されるほどの統制を行っていた。ラッカ中心部のインターネットカフェでは、完璧なフランス語を話す女性たちが、母国にいる家族と対話し、祖国に戻らない決意を伝えていた。彼女たちのように「戦士」と結婚するために、あるいは夫を追ってここへ来た女性たちは、ISILのプロパガンダに利用されている。
アメリカ主導の有志連合はラッカに対して空爆を繰り返した。

### シリア民主軍による侵攻

戦闘時のラッカ市におけるSDFの進路と占領の状況

2016年5月、クルド人勢力ロジャヴァの軍事部門シリア民主軍（SDF）がラッカ県北部のISILに対して攻勢を開始した。この作戦ではラッカ攻略は計画に入っていなかった。これに対してISILは民間人を人間の盾にして対抗した。
2016年11月5日、SDFはラッカ解放に向けて軍事作戦「ユーフラテスの怒り （Wrath of the Euphrates）」を開始した。SDF部隊はアインイッサとタル・アブヤドからラッカの北へ、マクマン村からラッカの東へと、3方面から前進した。ラッカ周辺の地区を占拠し、それに続いてラッカ市を奪取する作戦だった。同じころイラクではISILに対するモスル奪還のための軍事行動が行われていた。
2017年3月27日、SDFはラッカから50キロ西にあるタブカ軍用空港を占領した。ここは2014年8月にISILに占領されたとき政府側の兵士最大200人が虐殺されていた。
アメリカの増援もあってSDFはISIL支配地を奪い取っていった。4月上旬にはラッカ周辺の県の3分の2を支配下に置き、最も近い所ではラッカの北東8キロまで迫った。
6月までに、SDFがラッカに迫ると、ラッカ市民約20万人がラッカから難民キャンプなどに避難したという報道もあった。
6月6日、SDFはラッカ市内への侵攻を開始し、北・東・西の三方向から攻撃を加えた。そしてメシュレブ地区の大部分を早々に占領した。市に立てこもっているISIL戦闘員は最大2500人とみられ、有志連合からの空爆を受けた。
11日にSDFは2日にわたる戦闘の後、ラッカ西部のロマニヤ地区を占領した。また、メシュレブ地区に隣接するセヌア地区も、既に約半分を制圧しているとした。シリア人権監視団は、ラッカの人口は約30万人（うち約8万人は内戦発生後に国内各地から逃げてきた人々）で、ここ数か月で数千人がラッカを脱出したとしている。国連は今も市内に16万人が取り残されていると推計している。
6月末にはSDFがラッカの南方にあるユーフラテス川南岸の2村を占領し、ラッカにいるISIL戦闘員を完全包囲した。ISIL戦闘員は自爆攻撃などで反撃した。
7月26日、SDFはISILからラッカの50％を制圧した。
8月17日にはラッカの70％がSDFに占領された。シリアの人道問題に関する国連の責任者ヤン・エーゲランはジュネーブで記者会見を行い、「おそらく現在シリアで最悪の状況にある場所は、いわゆるISが依然支配するラッカの一部地域だ」と語った。ラッカ市内に、現在も最大で推定2万5000人の民間人が取り残され、ISILによって人間の盾にされていると考えられた。
9月1日、SDFはラッカ旧市街を占領し、ISILが支配するラッカ中心部へ迫った。
9月20日、SDFはラッカの9割を占領した。ISILは有志連合の空爆により要所4ヶ所から撤退し、中心部に追いやられた。
10月1日、ISILは国立病院とスタジアムの2ヵ所に追い込まれた。このうち病院では民間人を人間の盾にして立てこもった。
14日、ISIL戦闘員のうち、シリア人のグループがSDFに投降した。
17日、SDFによってスタジアムが占領され、生き残ったISIL戦闘員が投降したことにより、ラッカ全域が奪還された。シリア人権監視団の主張によるとラッカ奪還作戦を開始した6月初め以降、戦闘による死者は少なくとも3250人に上り、うち3分の1以上に当たる少なくとも1130人が民間人であるという。また、数百人以上が行方不明である。一連の戦闘でSDFがラッカで捕らえたISIL戦闘員捕虜は400人で、そのうち350人は陥落の1週間前に投降したものだった。

### ロジャヴァの支配

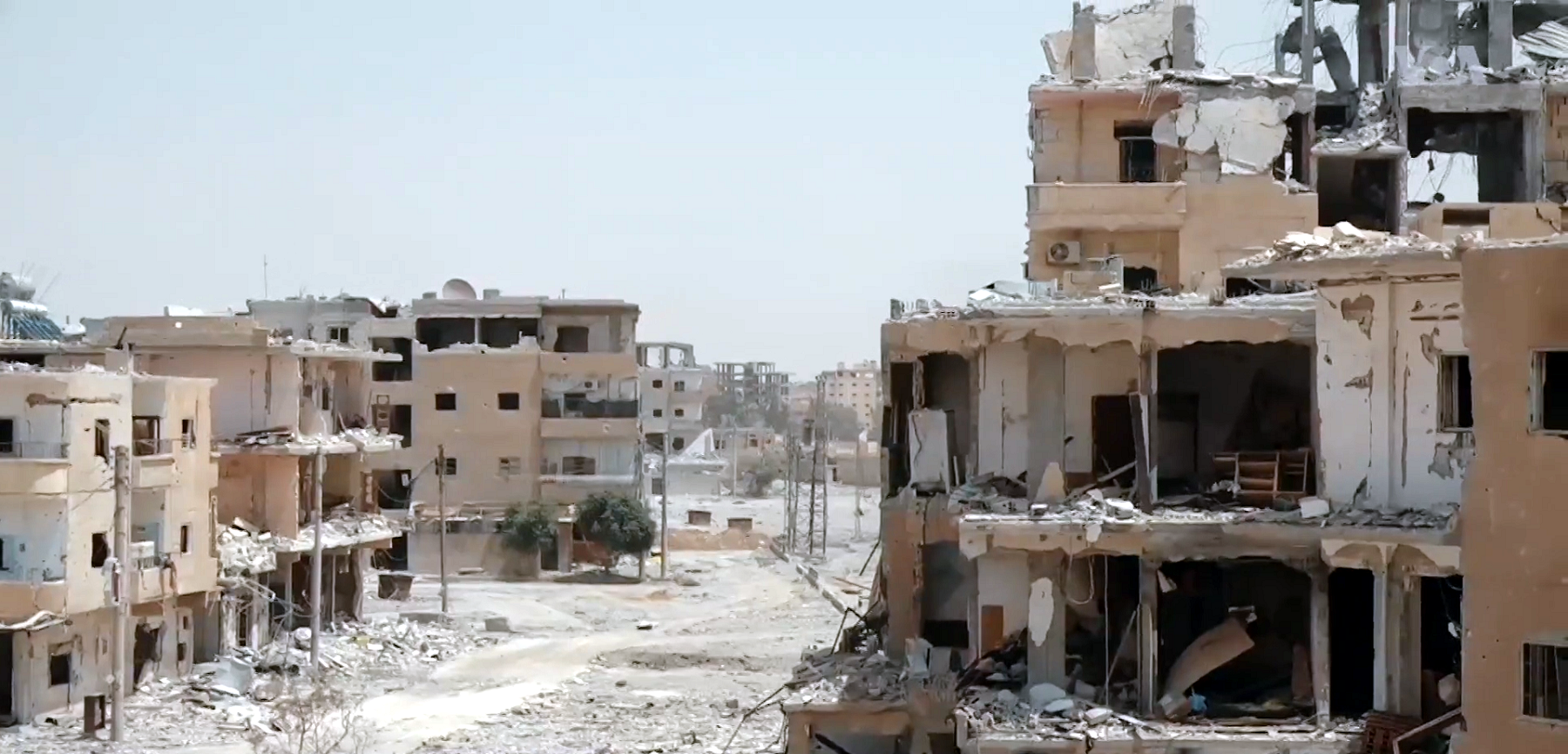
ラッカの破壊された地区（2017年8月）

SDF兵士によって瓦礫や爆発物の撤去が行われた。撤去作業が終わった後、ラッカの運営は文民の行政機関に移行する予定とされた。10月20日にはラッカ奪還を祝う式典が行われた。
地下組織「ラッカは静かに虐殺されている」は、SDFをISILに変わる新たな占領者とみなし、10月25日付でSDFによる「組織的な略奪が続いている」と主張した。
クリスマスにはサンタクローズの格好をした男性がおもちゃを配ったり、全壊した教会でキリスト教徒による礼拝が行われるなどISIL支配下では途絶えていた光景が見られるようになった。